# 2015–2016-os holland labdarúgókupa
A holland kupa ezen szezonja, a labdarúgókupa 98. szezonja volt. Ezt a sorozatot is a Holland labdarúgó-szövetség rendezte meg.
Összesen 7 fordulóból állt ez a kupasorozat is. Most is minden fordulóban a csapatok egymás ellen csupán egy mérkőzést játszottak le. Az első fordulóban az első és másodosztályú csapatok nem vettek részt. Ezen csapatok csupán a második fordulóban csatlakoztak a többiekhez. Az első fordulót augusztus 26-án rendezték meg, a döntőt pedig április 24-én játszották le a szokásoknak megfelelően most is a rotterdami De Kuip stadionban. Ebben a szezonban hosszú idő után újra egy amatőr csapat jutott be az elődöntőbe. 1975 óta a VVSB csapata az egyetlen amatőr csapat amelynek sikerült idáig eljutnia.
Végül nem lett címvédés idén sem mivel a címvédő FC Groningen már a harmadik fordulóban kiesett. A döntőbe két olyan elsőosztályú csapat került, amelyek már egy ideje nem jutottak el idáig, a Feyenoord és az FC Utrecht. Végül 8 év után ismét sikerült győzelmet aratnia a Feyenoord-nak, akiknek ez volt a 12. kupagyőzelmük. Így megerősítették a második helyüket az örökranglistán, amelyet még mindig nagy előnnyel az AFC Ajax vezet 18 győzelemmel. A gólkirályi címet az FC Utrecht francia támadója, Sébastien Haller és az Excelsior'31 holland támadója Patrick Gerritsen szerezték meg 5-5 góllal.

## Fordulók dátumai
| Fordulók         | Dátumok                          |
| ---------------- | -------------------------------- |
| Első forduló     | 2015. augusztus 26.              |
| Második forduló  | 2015. szeptember 22., 23. és 24. |
| Harmadik forduló | 2015. október 27., 28. és 29.    |
| Nyolcaddöntő     | 2015. december 15., 16. és 17.   |
| Negyeddöntő      | 2016. február 2., 3. és 4.       |
| Elődöntő         | 2016. március 2. és 3.           |
| Döntő            | 2016. április 24.                |

## Részt vevő csapatok
| Eredivisie (1)     | ADO Den Haag     | Excelsior        | NEC Nijmegen    | FC Twente          |  |  |
| Eredivisie (1)     | AFC Ajax         | Feyenoord        | PEC Zwolle      | FC Utrecht         |  |  |
| Eredivisie (1)     | AZ Alkmaar       | FC Groningen     | PSV Eindhoven   | Vitesse            |  |  |
| Eredivisie (1)     | SC Cambuur       | SC Heerenveen    | Roda Kerkrade   | Willem II          |  |  |
| Eredivisie (1)     | De Graafschap    | Heracles Almelo  |                 |                    |  |  |
| Eerste divisie (2) |                  |                  |                 |                    |  |  |
| Achilles '29       | Almere City      | Den Bosch        | FC Dordrecht    |                    |  |  |
| FC Eindhoven       | FC Emmen         | FC Oss           | Fortuna Sittard |                    |  |  |
| Go Ahead Eagles    | Helmond Sport    | MVV Maastricht   | NAC Breda       |                    |  |  |
| RKC Waalwijk       | Sparta           | Telstar          | FC Volendam     |                    |  |  |
| VVV-Venlo          |                  |                  |                 |                    |  |  |
| Topklasse (3)      | Capelle          | De Treffers      | EVV             | Excelsior Maasluis |  |  |
| Topklasse (3)      | FC Lisse         | HSC'21           | OJC Rosmalen    | TEC                |  |  |
| Topklasse (3)      | IJsselmeervogels | USV Hercules     | ONS Boso Sneek  | WKE Emmen          |  |  |
| Topklasse (3)      | GVVV Veendendaal | Rijnsburgse Boys | Scheveningen    | HBS                |  |  |
| Topklasse (3)      | AFC              | Kozakken Boys    | Spakenburg      | FC Lienden         |  |  |
| Topklasse (3)      | HHC Hardenberg   | BVV Barendrecht  | VVSB            | JVC Cuijk          |  |  |
| Topklasse (3)      | Koninklijke HFC  | UNA              |                 |                    |  |  |
| Hoofdklasse (4)    | SC Genemuiden    | Ter Leede        | HSV Hoek        | Blauw Geel'38      |  |  |
| Hoofdklasse (4)    | Harkemase Boys   | Groene Ster      | Excelsior'31    | RKAVV              |  |  |
| Hoofdklasse (4)    | DOVO             | Sparta Nijkerk   | ACV             | VV Noordwijk       |  |  |
| Hoofdklasse (4)    | Halsteren        | Vissingen        | Staphorst       |                    |  |  |
| Eerste Klasse (5)  | VV Hoogland      | JSV Nieuwegein   | LONGA'30        | Berkum             |  |  |
| Tweede Klasse (6)  | SV Blerick       | SC Feyenoord     |                 |                    |  |  |
| Derde Klasse (7)   | VV Dubbeldam     | ZVV Zaanlandia   | SCM             |                    |  |  |

| Szín | Eredmény         |
| ---- | ---------------- |
|      | Győztes          |
|      | Ezüstérmes       |
|      | Elődöntő         |
|      | Negyeddöntő      |
|      | Nyolcaddöntő     |
|      | Harmadik forduló |
|      | Második forduló  |
|      | Első forduló     |

## Első forduló
Ebben a fordulóban 42 amatőr csapat küzdött meg egymás ellen, hogy bekerüljenek a következő fordulóba. Ezeket a mérkőzéseket augusztus 26-án rendezték meg. De volt négy összecsapás amiket vihar miatt félbeszakítottak és ezeket szeptember 2-án folytatták onnan ahol be lettek fejezve.
| 1. csapat            | Eredmény              | 2. csapat               |
| -------------------- | --------------------- | ----------------------- |
| Augusztus 26.        |                       |                         |
| WKE Emmen (3)        | 3 – 0                 | GVVV Veendendaal (3)    |
| Dubbeldam (7)        | 1 – 4                 | DOVO (4)                |
| SC Genemuiden (4)    | 4 – 0                 | ZVV Zaanlandia (7)      |
| Ter Leede (4)        | 7 – 3                 | LONGA'30 (5)            |
| VV Hoogland (5)      | 0 – 3                 | Rijnsburgse Boys (3)    |
| HSV Hoek (4)         | 0 – 1                 | EVV Echt (3)            |
| HSC'21 (3)           | 2 – 1 (h.u.)          | Excelsior Maassluis (3) |
| Blauw Geel'38 (4)    | 0 – 1                 | Scheveningen (3)        |
| OJC Rosmalen (3)     | 2 – 2 (h.u.) (6−5 b.) | Sparta Nijkerk (4)      |
| JSV Nieuwegein (5)   | 1 – 3                 | HBS (3)                 |
| TEC (3)              | 0 – 1                 | Berkum (5)              |
| Harkemase Boys (4)   | 1 – 3                 | De Treffers (3)         |
| SV Blerick (6)       | 1 – 5 (h.u.)          | Capelle (3)             |
| IJsselmeervogels (3) | 0 – 1                 | Koninklijke HFC (3)     |
| Groene Ster (4)      | 0 – 2                 | ACV (4)                 |
| Excelsior'31 (4)     | 10 – 2                | SCM (7)                 |
| USV Hercules (3)     | 2 – 2 (h.u.) (3−4 b.) | VV Noordwijk (4)        |
| FC Lisse (3)         | félbeszakítva         | Halsteren (4)           |
| ONS Boso Sneek (3)   | félbeszakítva         | Vlissingen (4)          |
| RKAVV (4)            | félbeszakítva         | Staphorst (4)           |
| SC Feyenoord (6)     | félbeszakítva         | UNA (3)                 |
| Szeptember 2.        |                       |                         |
| FC Lisse (3)         | 2 – 1                 | Halsteren (4)           |
| ONS Boso Sneek (3)   | 3 – 2 (h.u.)          | Vlissingen (4)          |
| RKAVV (4)            | 0 – 1                 | Staphorst (4)           |
| SC Feyenoord (6)     | 2 – 1                 | UNA (3)                 |

## Második forduló
Az első fordulóból továbbjutott 21 amatőr csapathoz ebben a fordulóban csatlakozik 8 újabb amatőr csapat és az összes profi csapat is. Pontosabban a 18 Eredivisiebeli és a 17 Eerste Divisiebeli klub.
Ezt a fordulót szeptember 22., 23. és 24. között rendezték meg.
| 1. csapat            | Eredmény               | 2. csapat            |
| -------------------- | ---------------------- | -------------------- |
| Szeptember 22.       |                        |                      |
| SVV Scheveningen (3) | 0 – 0 (h.u.) (5−6 b.)  | Telstar 1963 (2)     |
| VV Capelle (3)       | 1 – 1 (h.u.) (5−4 b.)  | MVV Maastricht (2)   |
| OJC Rosmalen (3)     | 3 – 4 (h.u.)           | Sparta Rotterdam (2) |
| AFC (3)              | 2 – 3                  | FC Emmen (2)         |
| NAC Breda (2)        | 0 – 1                  | SC Heerenveen (1)    |
| ONS Boso Sneek (3)   | 0 – 2                  | FC Utrecht (1)       |
| Vv Noordwijk (4)     | 0 – 3                  | NEC Nijmegen (1)     |
| ACV (4)              | 1 – 2                  | Excelsior '31 (4)    |
| Kozakken Boys (3)    | 4 – 2                  | VV Staphorst (4)     |
| FC Lienden (3)       | 1 – 0                  | FC Volendam (2)      |
| SV Spakenburg (3)    | 3 – 0                  | Ter Leede (4)        |
| SC Genemuiden (4)    | 3 – 3 (h.u.) (3−1 b.)  | ADO Den Haag (1)     |
| SC Feyenoord (6)     | 0 – 2                  | FC Dordrecht (2)     |
| FC Lisse (3)         | 0 – 4                  | HHC Hardenberg (3)   |
| DOVO (4)             | 0 – 3                  | Willem Tilburg (1)   |
| EVV (3)              | 0 – 3                  | Almere City FC (2)   |
| PSV Eindhoven (1)    | 3 – 2                  | SC Cambuur (1)       |
| Szeptember 23.       |                        |                      |
| HSC '21 (3)          | 2 – 2 (h.u.) (9−10 b.) | Go Ahead Eagles (2)  |
| HBS (3)              | 4 – 1                  | FC Oss (2)           |
| Koninklijke HFC (3)  | 3 – 2                  | FC Eindhoven (2)     |
| Rijnsburgse Boys (3) | 3 – 3 (h.u.) (5−6 b.)  | VVSB (3)             |
| FC Groningen (1)     | 2 – 1                  | Twente Enschede (1)  |
| AZ Alkmaar (1)       | 6 – 1                  | VVV-Venlo (2)        |
| Heracles Almelo (1)  | 4 – 1 (h.u.)           | Vitesse Arnhem (1)   |
| Fortuna Sittard (2)  | 1 – 3 (h.u.)           | Achilles '29 (2)     |
| VV Berkum (5)        | 4 – 4 (h.u.) (5−3 b.)  | JVC Cuijk (3)        |
| BVV Barendrecht (3)  | 0 - 2                  | Excelsior (1)        |
| WKE Emmen (3)        | 2 – 5 (h.u.)           | FC Den Bosch (2)     |
| De Treffers (3)      | 0 – 3                  | Roda Kerkrade (1)    |
| AFC Ajax (1)         | 2 – 0                  | De Graafschap (1)    |
| Szeptember 24.       |                        |                      |
| RKC Waalwijk (2)     | 1 – 2                  | Helmond Sport (2)    |
| Feyenoord (1)        | 3 – 0                  | PEC Zwolle (1)       |

## Harmadik forduló
A második fordulóból továbbjutott 32 csapatból még mindig 11 amatőr csapat van versenyben. Közülük is az ötödik ligás VV Berkum a legkisebben rangsorolt csapat.
Ezt a fordulót október 27., 28. és 29. között rendezik meg.
| 1. csapat           | Eredmény              | 2. csapat            |
| ------------------- | --------------------- | -------------------- |
| Október 27.         |                       |                      |
| PSV Eindhoven (1)   | 6 – 0                 | SC Genemuiden (4)    |
| Heracles Almelo (1) | 3 – 1                 | Koninklijke HFC (3)  |
| Almere City FC (2)  | 0 – 3                 | FC Den Bosch (2)     |
| VV Berkum (5)       | 0 – 3                 | HHC Hardenberg (3)   |
| Achilles'29 (2)     | 2 – 1                 | SV Spakenburg (3)    |
| FC Dordrecht (2)    | 0 – 1 (h.u.)          | VV Capelle (3)       |
| Go Ahead Eagles (2) | 0 – 2                 | Willem Tilburg (1)   |
| VVSB (3)            | 3 – 1                 | FC Emmen (2)         |
| Október 28.         |                       |                      |
| Feyenoord (1)       | 1 – 0                 | AFC Ajax (1)         |
| FC Lienden (3)      | 1 – 1 (h.u.) (5−6 b.) | Roda Kerkrade (1)    |
| HBS (3)             | 1 – 2                 | Kozakken Boys (3)    |
| Excelsior'31 (4)    | 4 – 3                 | Excelsior (1)        |
| FC Utrecht (1)      | 5 – 3 (h.u.)          | FC Groningen (1)     |
| Október 29.         |                       |                      |
| NEC Nijmegen (1)    | 4 – 0                 | Sparta Rotterdam (2) |
| SC Heerenveen (1)   | 1 – 0                 | Helmond Sport (2)    |
| Telstar (2)         | 0 – 1                 | AZ Alkmaar (1)       |

## Nyolcaddöntő
Ezt a fordulót december 15., 16. és 17. között rendezték meg.
| 1. csapat           | Eredmény     | 2. csapat          |
| ------------------- | ------------ | ------------------ |
| December 15.        |              |                    |
| HHC Hardenberg (3)  | 2 – 0        | NEC Nijmegen (1)   |
| Excelsior'31 (4)    | 1 – 3        | FC Den Bosch (2)   |
| Roda Kerkrade (1)   | 3 – 1        | SC Heerenveen (1)  |
| December 16.        |              |                    |
| Achilles'29 (2)     | 0 – 5        | FC Utrecht (1)     |
| Kozakken Boys (3)   | 1 – 3        | AZ Alkmaar (1)     |
| VV Capelle (3)      | 2 – 3        | VVSB (3)           |
| Heracles Almelo (1) | 2 – 3        | PSV Eindhoven (1)  |
| December 17.        |              |                    |
| Feyenoord (1)       | 2 – 1 (h.u.) | Willem Tilburg (1) |

## Negyeddöntő
Nagy meglepetésre ezen fordulóban szereplő csapatok közül még 3 nem elsőosztályú volt. Bejutott 1 másodosztályú és 2 harmadosztályú csapat is. Mivel létrejött egy összecsapás amelyben egyik csapat sem elsőosztályú volt, ezért tudni lehetett, hogy az elődöntőben sem csak Eredivisie-csapatok fognak szerepelni. Viszont a nagyobb meglepetés akkor született amikor a harmadosztályú VVSB jutott tovább ebből az összecsapásból.
| 2016. február 2. 20:45 |

| AZ Alkmaar (1)                      | 1–0   | HHC Hardenberg (3)   |
| ----------------------------------- | ----- | -------------------- |
| Janssen 9' Garcia 59' Henriksen 82' | (1–0) | Werkman 40' Pool 87' |

| AFAS Stadion, Alkmaar Nézőszám: 7.623 Játékvezető: Pol van Boekel |

| 2016. február 3. 18:30 |

| Den Bosch (2)                          | 2–3   | VVSB (3)                                                   |
| -------------------------------------- | ----- | ---------------------------------------------------------- |
| Carlone 21' Khalouta 31' Vossebelt 85' | (2–0) | Bekooy 82' Van der Slot 83' 84' Parami 87' Vijlbrief 90+4' |

| Stadion De Vliert, Den Bosch Nézőszám: 18.600 Játékvezető: Jochem Kamphuis |

| 2016. február 3. 20:45 |

| Roda Kerkrade (1)                   | 0–1 (h.u.) | Feyenoord (1)                             |
| ----------------------------------- | ---------- | ----------------------------------------- |
| Van Hyfte 55' Poepon 55' Zhukov 88' | (0–0)      | Botteghin 105' Nelom 65' Basaçikoglu 113' |

| Parkstad Limburg Stadion, Kerkrade Nézőszám: 12.595 Játékvezető: Ed Janssen |

| 2016. február 4. 20:45 |

| PSV Eindhoven (1)                                              | 1-3   | FC Utrecht (1)               |
| -------------------------------------------------------------- | ----- | ---------------------------- |
| Leeuwin 74' (öngól) Van Ginkel 48' Luuk de Jong 81' Moreno 89' | (0-2) | Ramselaar 32' 58' Haller 41' |

| Phillips Stadion, Eindhoven Nézőszám: 20.000 Játékvezető: Richard Liesveld |

## Elődöntő
1975 után ebben a szezonban jutott be újra egy amatőr csapat az elődöntőbe. A VVSB egészen idáig jutott el, itt viszont már nem történt meglepetés és az FC Utrecht simán legyőzte őket. A másik ágon viszont kisebb meglepetés történt mivel a sokkal jobb formában levő AZ Alkmaar nem tudta legyőzni a nagyobb nevű de jóval gyengébb formát mutató ellenfelét. Ennek köszönhetően 6 év után ismét döntőbe került a Feyenoord.
| 2016. március 2. 20:45 |

| FC Utrecht (1)                                      | 3-0   | VVSB (3)                   |
| --------------------------------------------------- | ----- | -------------------------- |
| Van der Slot 73' (öngól) Haller 75' 66' Joosten 91' | (0-0) | Van der Slot 63' Zwart 73' |

| Stadion Galgenwaard, Utrecht Nézőszám: 23.750 Játékvezető: Dennis Highler |

| 2016. március 3. 20:45 |

| Feyenoord (1)                                                               | 3-1   | AZ Alkmaar (1)                             |
| --------------------------------------------------------------------------- | ----- | ------------------------------------------ |
| Henriksen 15' (öngól) Kramer 78' Kuyt 85' (11-esből) Toornstra 58' Elia 86' | (1-0) | Henriksen 15' Luckassen 1' Van Overeem 89' |

| De Kuip, Rotterdam Nézőszám: 47.500 Játékvezető: Danny Makkelie |

## Döntő
| 2016. április 24. 18:00 |

| Feyenoord (1)                                                                        | 2–1               | FC Utrecht (1)        |
| ------------------------------------------------------------------------------------ | ----------------- | --------------------- |
| Michiel Kramer 42' Filip Bednarek 75' (öngól) Terence Kongolo 50' Jens Toornstra 92' | (1-0) Jegyzőkönyv | Ramon Leeuwin 51' 30' |

| De Kuip, Rotterdam Nézőszám: 45.592 Játékvezető: Björn Kuipers |

| Feyenoord | FC Utrecht |

| Feyenoord:               |    |                          |     |
|                          |    |                          |     |
| GK                       | 1  | Kenneth Vermeer          |     |
| CB                       | 3  | Sven van Beek            |     |
| CB                       | 4  | Terence Kongolo          |     |
| CB                       | 33 | Eric Botteghin           |     |
| RM                       | 2  | Rick Karsdorp            |     |
| CM                       | 8  | Karim El Ahmadi          |     |
| CM                       | 7  | Dirk Kuyt                | 89' |
| LM                       | 21 | Tonny Vilhena            |     |
| RW                       | 28 | Jens Toornstra           |     |
| ST                       | 31 | Michiel Kramer           | 80' |
| LW                       | 11 | Eljero Elia              |     |
| Cserék:                  |    |                          |     |
| FW                       | 18 | Bilal Başaçıkoğlu        | 80' |
| DF                       | 14 | Miquel Nelom             | 89' |
| GK                       | 23 | Pär Hansson              |     |
| DF                       | 6  | Jan-Arie van der Heijden |     |
| MF                       | 5  | Marko Vejinović          |     |
| MF                       | 20 | Renato Tapia             |     |
| FW                       | 29 | Anass Achahbar           |     |
| Edző:                    |    |                          |     |
| Giovanni van Bronckhorst |    |                          |     |

| FC Utrecht:  |    |                     |     |
|              |    |                     |     |
| GK           | 16 | Filip Bednarek      |     |
| RB           | 2  | Mark van der Maarel |     |
| CB           | 3  | Ramon Leeuwin       |     |
| CB           | 14 | Timo Letschert      |     |
| LB           | 5  | Chris Kum           | 86' |
| RM           | 7  | Bart Ramselaar      |     |
| DM           | 23 | Rico Strieder       |     |
| AM           | 11 | Willem Janssen      | 86' |
| LM           | 8  | Andreas Ludwig      | 76' |
| ST           | 10 | Nacer Barazite      |     |
| ST           | 22 | Sébastien Haller    |     |
| Cserék:      |    |                     |     |
| FW           | 9  | Ruud Boymans        | 76' |
| DF           | 19 | Ruben Ligeon        | 86' |
| FW           | 37 | Patrick Joosten     | 86' |
| FW           | 18 | Rubio Rubin         |     |
| MF           | 25 | Szofjan Amrabat     |     |
| GK           | 46 | Thijmen Nijhuis     |     |
| DF           | 47 | Giovanni Troupée    |     |
| Edző:        |    |                     |     |
| Erik ten Hag |    |                     |     |

| HOLLAND-KUPA 2015/16       |
| -------------------------- |
| Feyenoord 12. kupagyőzelem |

## Fordulónként részt vevő csapatok
Ezen táblázat azt mutatja, hogy az idei kupasorozat fordulóiban melyik bajnokságból mennyi csapat szerepelt.
| Bajnokság          | Első forduló     | Második forduló | Harmadik forduló | Nyolcaddöntő | Negyeddöntő | Elődöntő  | Döntő     | Győztes  |
| ------------------ | ---------------- | --------------- | ---------------- | ------------ | ----------- | --------- | --------- | -------- |
| Eredivisie (1)     | nem vettek részt | 18 (28,1%)      | 12 (37,5%)       | 9 (56,25%)   | 5 (62,5%)   | 3 (75%)   | 2 (100%)  | 1 (100%) |
| Eerste divisie (2) | nem vettek részt | 17 (26,6%)      | 09 (28,1%)       | 2 (12,5%)    | 1 (12,5%)   | 1 (12,5%) | 1 (12,5%) |          |
| Topklasse (3)      | 18 (42,9%)       | 20 (31,2%)      | 08 (25%)         | 4 (25%)      | 2 (25%)     | 1 (25%)   | 1 (25%)   |          |
| Hoofdklasse (4)    | 15 (35,7%)       | 07 (10,9%)      | 02 (6,3%)        | 1 (6,25%)    | 1 (6,25%)   | 1 (6,25%) | 1 (6,25%) |          |
| Eerste klasse (5)  | 04 (9,5%)        | 01 (1,6%)       | 01 (3,1%)        | 01 (3,1%)    | 01 (3,1%)   | 01 (3,1%) | 01 (3,1%) |          |
| Tweede Klasse (6)  | 02 (4,8%)        | 01 (1,6%)       | 01 (1,6%)        | 01 (1,6%)    | 01 (1,6%)   | 01 (1,6%) | 01 (1,6%) |          |
| Derde Klasse (7)   | 03 (7,1%)        | 03 (7,1%)       | 03 (7,1%)        | 03 (7,1%)    | 03 (7,1%)   | 03 (7,1%) | 03 (7,1%) |          |
| CSAPATOK SZÁMA     | 42               | 64              | 32               | 16           | 8           | 4         | 2         | 1        |

## Góllövőlista
Íme az idei kupasorozat végleges góllövőlistája. Az idei gólkirályi címet két játékos, a holland Patrick Gerritsen és a francia Sébastien Haller szerezték meg. Mindketten 5-5 gólt lőttek a kupában Már több mint 10 éve nem volt olyan, hogy két játékos osztozott a góllövőlista első helyén.
| POS.                      | JÁTÉKOS                   | CSAPAT                    | GÓLOK |
| ------------------------- | ------------------------- | ------------------------- | ----- |
| 1                         | Patrick Gerritsen         | Excelsior'31              | 5     |
| 1                         | Sébastien Haller          | FC Utrecht                | 5     |
| 3                         | Dirk Kuyt                 | Feyenoord                 | 4     |
| 3                         | Tom van Weert             | Excelsior                 | 4     |
| 5                         | Vincent Ammerlaan         | Ter Leede                 | 3     |
| 5                         | Nacer Barazite            | FC Utrecht                | 3     |
| 5                         | Markus Henriksen          | AZ Alkmaar                | 3     |
| 5                         | Tomi Jurić                | Roda Kerkrade             | 3     |
| 5                         | Cem Köse                  | Excelsior'31              | 3     |
| 5                         | Jürgen Locadia            | PSV Eindhoven             | 3     |
| 5                         | Frans van Niel            | VVSB                      | 3     |
| 5                         | Gaston Pereiro            | PSV Eindhoven             | 3     |
| 5                         | Joran Pot                 | Excelsior'31              | 3     |
| 5                         | Bart Ramselaar            | FC Utrecht                | 3     |
| 5                         | Olaf van der Sande        | VV Capelle                | 3     |
| 5                         | Jordy Thomassen           | FC Den Bosch              | 3     |
| 5                         | Ilias Zaimi               | JCV Cuijk                 | 3     |
| 18                        | 43 játékos                | 43 játékos                | 2     |
| 61                        | 155 játékos               | 155 játékos               | 1     |
| Öngólok                   | Öngólok                   | Öngólok                   | 11    |
| Összes gól:               | Összes gól:               | Összes gól:               | 309   |
| Összes mérkőzés:          | Összes mérkőzés:          | Összes mérkőzés:          | 84    |
| Mérkőzésenkénti gólátlag: | Mérkőzésenkénti gólátlag: | Mérkőzésenkénti gólátlag: | 3,68  |